# 兵 (日本軍)

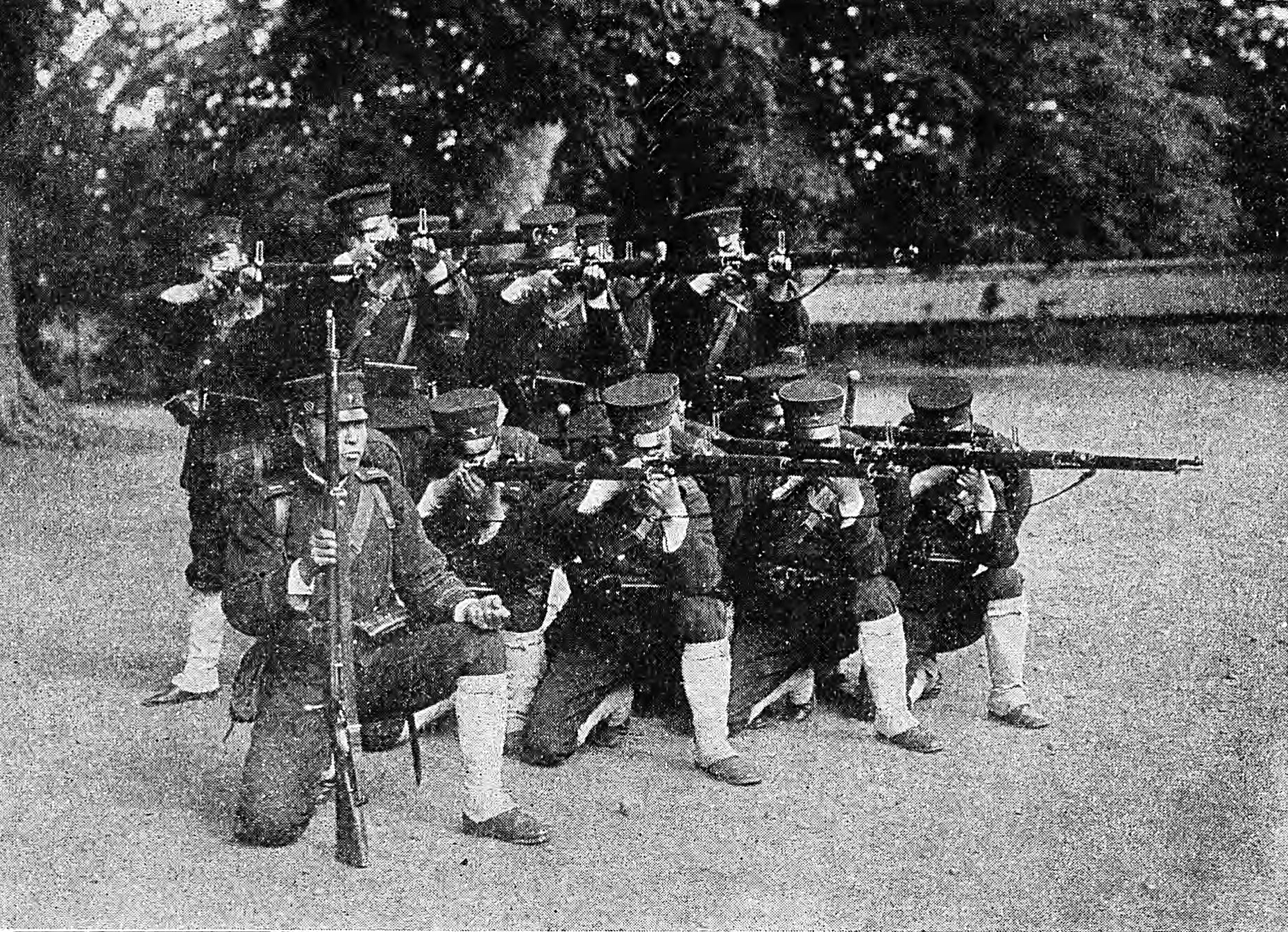
明治期の陸軍歩兵

旧日本軍における兵（へい）は、軍隊における階級群のひとつで、下士官の下に置かれる最下級の軍人である。似たような言葉に兵士や兵隊があるが、ここでは1945年まで置かれていた旧日本軍の兵についてのみ触れる。
陸軍は下から二等兵、一等兵、上等兵、兵長と分かれていた。入営すると二等兵となり、以後概ね半年後の選考を経て一等兵になり、更に成績優秀な者は年末に上等兵になる者がいた。他に公務による傷病、疾病のため危篤に陥った者、抜群の功績をあげた者が、特に上等兵に進級することがあった。
海軍は時期により呼称が変わるが下から四等兵、三等兵、二等兵、一等兵と分かれていた。まず海兵団に入団し、四等兵となった。以後進級試験を行ない、その合格者につき実務の状態を考慮して在籍鎮守府司令長官がこれを進級させた。
陸海軍兵ともに戦時、事変に際し功績の抜群の者などが、特に進級することがあり、召集中の予備役兵の成績の優秀な、あるいは行為の卓越した者が進級をすることがある。

## 階級

### 陸軍
陸軍では、兵科の兵卒は、○○上等兵・○○一等卒・○○二等卒と兵科を冠して呼称されていたが、後に兵科の冠称を止める。更に昭和6年11月10日に、一等卒・二等卒という名称を改め、一等兵・二等兵にそれぞれ改称する（昭和6年11月7日勅令第271号）。これにより、下士官とあわせて下士官兵と呼ばれるようになったが、それ以前は下士官も下士という名称であり、あわせて下士卒と称されていた。
下から二等兵、一等兵、上等兵に分かれていた。二等兵は入隊したばかりの新兵で、入営から約4か月経過して行われる第1期検閲、その後一ヵ月半経過して行われる第2期検閲を終えると、成績の良い者は一等兵になり、どんなに成績が悪くても二年目には一等兵となった。上等兵には中隊あたり1割の者しかなれなかった。
以下に、歩兵入営後第一年の教育年次科目の主要点を記す。騎兵・砲兵・工兵などは、それぞれの兵種独自の教育科目が付加される。
第一期：約4か月（騎兵は馬を扱うため5か月）
術科：各個教練・体操・射撃予行演習・距離測量・狭窄射撃・小隊教練・射撃・野外演習・銃剣術
学科：勅諭・読法・各種兵の識別および性能・団体編制の概要・上官の官姓名・武官の階級および服制・勲章の種類および起因・軍隊内務書の摘要・陸軍刑法および懲罰令の摘要・射撃教範の摘要
聯隊長の検閲を受ける。一期の検閲が終わるまでは外出は許可されなかった。
第二期：約1か月半
術科：第一期の課目・中隊教練・工作
学科：第一期の課目・衛兵勤務・赤十字条約の大意・救急法の概要
聯隊長の検閲を受ける
第三期：約1か月半
術科：第一期、第二期の課目・大隊教練
学科：第一期、第二期の課目・聯隊歴史の概要
聯隊長の検閲を受ける
第四期：約3か月（弱）
術科：第一期、第二期、第三期の課目・遊泳および漕艇術
学科：第一期、第二期、第三期の課目・聯隊教練
旅団長の検閲を受ける
第五期：約1か月
術科：第一期、第二期、第三期、第四期の課目
学科：第一期、第二期、第三期、第四期の課目・旅団教練
師団長の検閲を受ける
第六期：約1か月（強）
秋季演習
現役期間を終えると、殆どの兵は一旦は除隊し、予備役になった。その際伍長勤務の上等兵及び一部の上等兵には下士官適任証が渡された。中には除隊の日に上等兵に昇任する一等兵もいた（これを営門上等兵と呼ぶ）。
兵の階級は、官吏（武官）であった将校や下士官と違い「官階」ではなく「等級」とされ、例えば上等兵が一等兵の上官ということはなかった。兵の間では、どちらが古年次兵か、誰が先任かで従うべき者が決まった。殆どの兵にとって上等兵は一挙手一投足を見習わなければならない最古参の「偉い」人であった。下士官と兵は起居する部屋が別であるので、上等兵は「夜の内務班長」とも言える。陸軍には週番司令、週番士官、週番下士官があった。上等兵になると、週番上等兵として防災、防犯、風紀の取り締まり、人員の確認などの任務に当たった。また、歩哨の敬礼の有無などにも差があった。
しかし、1938年には中国との戦線が拡大し、多くの兵が除隊即日再召集という形で事実上召集が常態化していたために古参兵が増えてしまい、上等兵の上に兵長を設けることになった。これによって伍長勤務上等兵制度は廃止されたが、下士官の不足は埋まらず、昭和16年（1941年）1月29日に下士官勤務兵長制度が設けられる（「兵長ノ下士官勤務並ニ其標識及身分取扱ヒニ関スル件達」（昭和16年1月29日陸普第542号））。

### 海軍

#### 概説
海軍では、当初は卒（大正9年に兵と改称）の等級を1等ないし5等に分類していたが、大正9年（1920年）から1942年までは、兵の等級を1等ないし4等に簡略化した。
（大正時代中期までの五等兵は、海兵団での練習員であるから、のちの四等兵に相当する。四等兵は、のちの新三等兵、三等兵は、のちの旧三等兵、二等兵、一等兵は新旧ともに変らない。）
大正9年から1942年までの間は、下から四等兵（兵科は四等水兵、機関科は四等機関兵など、科によって呼称が変わるので以下総称を用いる）、三等兵、二等兵、一等兵と呼んでいた。
四等兵（1942年以降は二等兵）はまず後述する海兵団で基本を学んだ。海兵団を修了すると、三等兵（1942年以降は一等兵）になった。1年後、二等兵（1942年以降は上等兵）になり、更に1年経つと、一等兵（1942年以降は兵長）になった。
一等兵になると術科学校に入校する者もいた。術科学校を修了すると、修了した時点から4年間現役が延長された。徴兵された兵はともかくとして、志願兵は現役が4年伸びたところで大して苦にする者はいなかったという。しかも試験に受かれば官吏（判任官）である下士官になれた。運が良ければ准士官、更には特務士官になれる可能性もあった。

#### 職名等級・職階
海軍の兵の卒名等級は、多岐に渡っていた。制定当時の「海軍卒職名等級表」（明治22年4月29日勅令第58号）によると、1等卒から5等卒に至るまで、水兵、軍楽生、水雷夫、火夫、工夫、木工、鍛冶、看病夫及び厨夫の9種類に分かれていた。
- 明治23年（1890年）3月14日に、工夫がなくなった（明治23年3月14日勅令第25号）。
- 明治23年12月27日に、水雷夫がなくなり、水兵の次に信号兵が加えられた（明治23年12月27日勅令第293号）。
- 明治28年（1895年）9月25日に、火夫が機関兵に、看病夫が看護に、厨夫が主厨に改称された（明治28年9月25日勅令第132号）。
- 明治36年（1903年）12月5日に、機関兵・木工の順を、木工・機関兵の順に変更し、また、鍛冶を廃して機関兵に統合した（明治36年12月5日勅令第270号）。
- 明治43年（1910年）6月1日に、信号兵を廃して水兵に統合した（明治43年5月28日勅令第242号）。

大正9年1月15日に新たに「海軍兵職階ニ関スル件」（大正9年1月15日勅令第11号）が制定され、同年4月1日から施行された。そこでは、卒の名称を兵に改めるとともに、兵の名称を共通して「海軍○等○○兵」（1等ないし4等）とし、兵科は水兵、機関科は機関兵、軍楽科は軍楽兵、船匠科は船匠兵、看護科は看護兵、主計科は主計兵と称した。

## 教育

### 陸軍

#### 初年兵教育
初年兵教育は中隊附の下級将校（少尉や見習士官）が教官となり指揮をした。実際に初年兵の手を取って指導するのは下士官の助教、二年次以上の古参兵の助手である。「気をつけ」や敬礼などの礼式基本動作から始まり、銃剣術、兵器の取り扱い、戦術的な訓練などへと進んでいく。中隊長は日々の訓辞や精神講話などを除いて現場には直接関与しない。教育の進捗状況は3か月ごとに査閲を受け、その結果は初年兵の将来だけでなく教官や中隊長の査定の材料ともなるので、教育は入念に行われた。教育における体罰は禁止する明文規則があったが無視されており、ビンタや、いわゆる「精神棒」による体罰は日常的に行われていた。

#### 上等兵候補者特別教育
幹部候補生や士官学校予科修了者は別にして、この課程を経なければ、一般の兵が上等兵になるのは、極めて難しかった。
1期の教育期間中の勤怠や成績を元に、内務班長や特務曹長（後の准尉）の推薦を受けて中隊長から候補者に指名され、上等兵候補者特別教育を受けた。通常の演習などは免除されないため、早朝や夕食後など、厳しい条件の教育訓練となった。ただし、普通の兵士には受けられない法規などの学科を学び、修得した。この上等兵候補者教育を修了した者より、数か月おきに数次に分けて上等兵への選抜が行われた。1年目の終わり、12月に最初の選抜があり、ここで進級する者を「一選抜上等兵」と呼んだ。兵隊の出世頭である。1940年頃より、候補者は実際の上等兵要員より多く指名されるようになった。兵隊の資質を向上させることと、候補者同士の競争を行うこと、上等兵の権威付けのためといわれている。 

### 海軍
海軍は四等水兵として入隊した兵を海兵団で纏めて教育した。このような手法を採用したのは、海軍に艦を操るのは陸軍が銃を扱うのと違うという思いがあったのと、狭い艦に万一のことがあれば重大な危険にさらされる恐れがあり、基本的なことを身に付けるまで部隊に配属できないという考えがあったためである。また、現代のようにレーダーのない時代、広い海原で敵艦を発見する必要性があったため、視力は陸軍以上に重視された（実用に耐えるレーダーは結局戦後まで開発出来なかった。レーダーの歴史#日本を参照）。

#### 海兵団
海兵団は兵種ごとに分隊（陸軍の中隊に相当）を編成した。分隊を15-16人程度の教班に分けて教育を行った。分隊長は大尉で、海兵団長は少将であった。海兵団は鎮守府の下部機関で、横須賀、呉、佐世保、舞鶴にあった。出身県ごとに配属される海兵団は決まっていた。
分隊長は兵学校出身の大尉が大半だったが、中には一般の兵から叩き上げた特務大尉や特務中尉もいた。
海兵団の兵種は次の通りである。
- 水兵
- 飛行兵（当初は航空兵、整備兵が分離されるとともに改称）
- 整備兵（航空兵から分離）
- 機関兵
- 工作兵
- 軍楽兵
- 主計兵
- 看護兵（後に衛生兵と改称）

兵の受けた教育に次のものがある。
- 短艇橈漕教練 短艇（カッター）
- 陸戦教練 陸軍と同じように銃を担いでの教練であった。海軍に陸戦隊があったことによる。
- 手旗信号 必須科目
- 相撲、銃剣術
- 甲板掃除
- 結索術 ロープの結び方の学習
- 座学 教室で行う普通の授業。修身と軍事学が中心で、国語と算術も学んだ。

海軍では陸軍と異なり「しごき」や肉体的制裁が公然と認められていた。日本海軍に於いて特に有名な「しごき」は海軍精神注入棒（軍人精神注入棒、大東亜戦争勝ち抜き棒）等と呼ばれる硬い樫の木の太棒（他には止索〈とめなわ〉と呼ばれる太い係留用ロープやラッタルの手摺〈通称、真剣棒〉が使われる事さえあった）やを構えた下士官や古兵が、教育の名の下に壁に手をつかせた新兵の尻を叩く行為（所謂ケツバット、当時の海軍ではバッタと呼ばれていた）が有名である。叩かれ腫れ上がった尻のせいで、その夜はまともに仰向けで寝る事が出来ずに奥歯を噛み堪えながら夜を明かす新兵が多かった。中には叩く力が強すぎて肛門が裂けた新兵、叩きどころが悪く背骨に当たり死亡した（＝殺された）新兵さえいた。
この「しごき」は海兵団での教育中は勿論、艦や部隊に配属された先でも変わらず常態化していた。特に大和型などの戦艦や空母といった大型艦（軍艦）程「しごき」の壮烈さは酷く、新兵は水を飲む暇すら無かった。逆に駆逐艦や潜水艦といった戦艦等と比較し所帯染みた小型艦は「しごき」のレベルは弱かった。他に見方によっても違うが、甲板掃除は「しごき」のひとつと言える。

#### 術科学校
術科学校は士官も学生として入校したが、ここでは練習生と呼ばれた兵についてのみ述べる。練習生には普通科、高等科、特修科があり、まず普通科に入校した。
大型艦に配属先された者の中には「しごき」から逃れるため、自身の希望ではなく試験日が早いという理由で海軍工作学校の飛行機整備科を受験する者もいた。
術科学校には次の学校があった。
- 海軍砲術学校（神奈川県横須賀市）
- 海軍水雷学校（神奈川県横須賀市）
- 海軍対潜学校（神奈川県横須賀市）
- 海軍通信学校（神奈川県横須賀市）
- 海軍航海学校（神奈川県横須賀市）
- 海軍電測学校（神奈川県藤沢市）
- 海軍気象学校（茨城県土浦市霞ヶ浦）
- 海軍工機学校（神奈川県横須賀市）
- 海軍工作学校（神奈川県横須賀市）
- 海軍潜水学校（広島県呉市、後に同県大竹町（現大竹市に移動）
- 海軍衛生学校 1945年設立。戸塚海軍衛生学校（神奈川県横浜市）と賀茂海軍衛生学校（広島県賀茂郡乃美尾村（当時））の2校があった。

## 徴募
平時の軍隊は多くの人員を必要としないため、陸軍は徴兵検査合格者の中から、さらに選抜された者だけが現役兵として入営した。海軍は後述のように志願が基本で、志願兵だけでは不足する場合にのみ徴兵できた。しかも海軍大臣と陸軍大臣の「協議」が必要であった。しかし戦時になると現役兵の他に様々な形での召集によって兵員の数は膨れあがった。

### 陸軍

#### 徴兵検査
満20歳（1943年から満19歳）になった男子は、徴兵令（後に兵役法）により、徴兵検査を受ける義務があった。徴兵検査に関しては、海軍で徴兵する者も、陸軍が一括して行った。海軍で徴兵する者を除いた者が、下記の区分に従って徴兵された。
徴兵検査は4月16日から7月3日にかけて全国的に行われた。検査を受ける者は、褌ひとつになって身体計測や内科検診を受けた。軍隊の嫌う疾病は、伝染性の結核と性病（集団生活に不都合。性病が発見されると成績が大きく下がり、その連隊にいる限りまず絶対に一等兵以上に進級しなかった）で、また軍務に支障ありとされる身体不具合は、偏平足・心臓疾患（長距離行軍が不能のため）・近視乱視（射撃不能のため・諸動作・乗馬に不都合）であった。X線検査などはなく、単に軍医の問診・聴診・触診や動作をさせての観察など簡単な方法にて診断が行われた。また褌をはずさせて軍医が性器を強く握り性病罹患を確かめる、いわゆるM検、さらに後ろ向きに手をつかせ、肛門を視認する痔疾検査も検査項目として規定され、全員に実施された。航空機搭乗者・聴音などの特殊兵種の少年志願兵の検査には、より入念な方法が実施された。
検査が終わると、次の5種に分類された。
1. 甲種 身体が特に頑健であり、体格が標準的な者。現役として（下記の兵役期間を参照）入隊検査後に即時入営した。甲種合格者の人数が多いときは、抽選により入営者を選んだ。
2. 乙種 身体が普通に健康である者。補充兵役（第一または第二）に（同）組み込まれ、甲種合格の人員が不足した場合に、志願または抽選により現役として入営した。
3. 丙種 体格、健康状態ともに劣る者。国民兵役に（同）編入。入隊検査後に一旦は帰宅できる。
4. 丁種 現在でいう身体障害者。兵役に適さないとして、兵役は免除された。
5. 戊種 病気療養者や病み上がりなどの理由で兵役に適しているか判断の難しい者。翌年再検査を行った。

検査に学力検査はなく、身長が152センチメートル以上で身体が強健、視力がおおむね良好ならば甲種合格とされた。水木しげるのように強健でも近視が強い者は眼鏡破損時に作戦行動が難しくなるため乙種とされ、入営した場合もさほど視力が関係しない兵科に配置された（水木は喇叭手になった）。また身長が極度に高いなど体格が標準でない場合は、軍服の支給に支障があるため乙種もしくは丙種とされた。
徴兵検査の責任者は聯隊区司令部より派遣される徴兵官（佐官級の陸軍将校）で、これを市町村自治体の兵事担当部署が補助し、身体検査自体は部隊派遣の衛生部員が実施した。会場整理など雑務は在郷軍人会が補助人員を差出した。身体検査後は、その場で徴兵官より合格・不合格が告げられ、志願の有無（外地部隊や海軍）を問われた。海軍は志願制が主体であったが、不足人員の徴兵も行っており、徴兵検査を陸軍に委任していた。
兵科兵種への割当は、それぞれに基準があった。砲兵は重量物を扱うため体格良好でなければならず、玉乃海太三郎など入営した力士は優先して選ばれた。騎兵は乗馬するため高身長で、さらに偵察任務のため視力良好でなければならず、工兵は職人・機械工などの経験者が選ばれた。輜重兵は大勢の輸卒を部下に持つため一等兵でも分隊長なみの統率力が要求され、比較的に高学歴者が選ばれた。なお眉目秀麗・姿勢良好が要求される近衛兵の選別は徴兵検査では行わず、入営してから一般部隊より抽出された。

平時は春に検査があり、翌年の1月に入営した。入営即日に軍医の身体検査があり、そこで兵役に耐えられずとされると、即日帰郷を命ぜられ除隊となった。これは自己申告制で、軍医が中隊ごとに新兵を集めては「身体に不具合のある者は申し出よ」と命じ、その場で簡単な診察を行って決定した。従って不具合があっても認められない者や、虚偽申告によって入営を免れた者など、さまざまな悲喜劇が生まれた。

#### 召集
戦争、軍事紛争などの勃発により軍隊の増員が必要になると、現役兵だけでは賄いきれないため、予備兵、国民兵などが召集された。召集は聯隊区司令部が取扱い、誰をどの部隊に召集するかを、本人の兵科兵種特技を勘案して決定した。適任の候補者が多数ある時は、在郷軍人の名簿からアトランダムに抽出した。市町村自治体の兵事担当部署が兵役にある者を名簿に記入して綿密に掌握しており、年度の徴募計画に従ってあらかじめ作成された召集令状は警察署の金庫に保管されていた。動員令がくだると、兵事担当者はすぐさま本人に令状を届けた。

多いのが充員召集、臨時召集で、他に臨時召集や教育召集、演習召集など多様な召集があった。召集の種類によって令状用紙の色が異っており、臨時召集令状は赤いので「赤紙」と俗称されていた。広く誤解されているが「召集令状」全てが「赤紙」というわけではない。教育召集は「白紙」であり、防衛召集は「青紙」と呼ばれた。
兵士は自分達の命を葉書の値段といわれる「一銭五厘」と自虐的に擬えたが、葉書の召集令状は存在しない。召集令状は全て市町村役場の兵事係が本人宅を訪れ本人へ、不在の場合は親族へ手渡していた。

#### 徴兵に関する特権
日本軍は「国民皆兵」を建前としたが、実際にはいくつかの免除規定があった。
1873年（明治6年）1月10日に制定された徴兵令に盛り込まれた免除に次のものがあった。
- 身分上の免除 官吏、陸海軍生徒、官立専門学校以上の生徒、洋行修行中の者、医術・馬医術を学ぶ者
- 階級上の免除 代人料270円を払った者（270円は歩兵兵卒の年間維持費3年分（当時の在営期間）に相当、現在の880万円）
- 嗣子に対する免除 家長とその家の家督を継ぐとされる者（実子、養子を問わない）
- 前科者に対する免除 厳密には排除と言えるが、徒刑以上の刑に処せられた者は、「名誉ある義務」兵役につかせないという政府の考えによるものであった。

1883年（明治16年）に徴兵令が一部改正され、代人制が廃止され、代わりに一年志願兵制度が導入された。一年志願兵は次の条件を満たす者に認められた。
- 満17歳以上27歳未満
- 小学校を除く官立・府県立学校を卒業した者
- 兵役中の費用を自弁する者

ただし当時の公立中学校卒業生は年間3000人程度であり、一年志願兵制度を利用できる者は非常に限られていた。
1889年（明治22年）に全面的に改正された徴兵令が公布・施行される。この改正徴兵令で一年志願兵制度以外の免除規定は削除された。一年志願兵制度は対象が私立学校卒業生に拡大され、予備役・後備役の幹部養成の教育期間とされた。兵役期間中に二等軍曹（後の伍長）になって除隊・予備役に編入される。その後勤務演習を経て終末試験に合格すると予備役将校に、不合格だと予備役下士になった。予備役将校になると将校としての衣服・装具は全て自弁しなければならなかったため、終末試験にわざと落ちる者も多かった（士官候補生からの現役将校には支度金が支給された）。
同年新たに設けられたのが、六週間現役兵制度である
。国民の初等教育の普及徹底のため特に師範学校を卒業した官公立小学校教員の兵役期間を短縮させるのが六週間現役兵制度の狙いだった。六週間現役兵は他の兵とは別の個室を与えられ、衣服は上等であり特別待遇を受けた。軍隊は良いところだという印象を教員を通じて児童に教育し植え付ける目的があったとみられる。
1900年代後半、義務教育の修業年限が4年から6年に延長され、教員も不足し始めた。そこで従来の師範学校の他に中学校卒業者を対象に一年課程の師範学校第二部が作られた。この第二部卒業生も六週間現役兵制度の対象になった。軍備拡張期にあたったことから、合法的な徴兵逃れが厳しくなっていた時期でもあり、徴兵逃れに第二部を利用する者も少なからずいた。1919年（大正8年）に六週間現役兵制度は一年現役兵制度に改められた。
1927年（昭和2年）、徴兵令の全面改正の形を取って兵役法が制定された。この兵役法では、次のように改められた。
- 一年志願兵制度を幹部候補生制度に改め、予備役幹部と位置付けた。
- 青年学校を卒業した者は、兵役期間を6か月短縮できる。
- 師範学校卒業の小学校教員に対する一年現役制を、5-7か月間の短期現役制とする。

戦局が悪化し、戦局が拡大すると幹部候補生以外は全て廃止された。
以上の他に、免除ではないが懲役6年以上の刑罰を受けたことのあるものは軍人となる資格を剥奪された。

#### 徴兵忌避
政府が「名誉ある義務」と位置付けた徴兵制だが、「兵隊にとられる」という言葉が示すように、国民の全てが必ずしも名誉と捉えていたわけではなかった。その為に徴兵令の抜け穴を縫って様々な合法的な徴兵忌避（徴兵逃れ）が行われた。
1873年の徴兵令の身分上と階級上の免除は、殆どの国民とは無縁の免除規定であった。しかし、嗣子に対する免除は使い道がいくつもあった。徴兵養子と呼ばれるもので、子供のいない人の形式的な（戸籍上の）養子になって徴兵を逃れるというものであった。
もう一つは公選戸長を巻き込んだ「戸籍訂正」である。戸長は各地区の責任者で、戸籍編纂の責任を負っていた。徴兵年齢に達した者から「実は届け出た生年月日に誤りがあった」として生年を1年早めた訂正が行われる。その届けを受けて戸長が戸籍の記載を改めるというものである。こうした「訂正」が行われた背景に、戸長への再選という思惑から届けを受理したといわれている。戸長が政府の任命制になると、こうした抜け穴としての「訂正」は行われなくなる。
徴兵養子も次第に難しい状況に追い込まれてゆく。養子の場合に免除される親の年齢に制限が加えられ、「養子縁組」に掛かる「ヤミ費用」が高騰した。遂には1889年の法律改正で「養子縁組」による徴兵忌避の道は断たれた。
それでも徴兵を忌避する気持ちの強い国民は、今度は徴兵検査後の抽選に外れるよう神仏に祈り始めた。戦時には弾除け信仰に転化して行った。その中で生まれたのが、千人針である。千人針は「武運長久の願い」とされているが、弾除けの願いの裏返しであった。

#### 兵役拒否
兵役拒否は兵営で、あるいは一般社会で公然と兵役に付かない意思表示をすることである。
「兵役に付かない意思表示」と一言でいっても、実行には信念と勇気が必要とされ、ひとたび意思表示をすれば、厳しい徴兵令（後に兵役法）違反として処罰された。兵役拒否にものみの塔（エホバの証人）など信仰、宗教上の信念に基づいて行ったものなどいくつかの例があるが、日本では兵役拒否についてあまり知られていないのが実情である。

註：戦時にものみの塔代表だった明石順三は、アメリカ合衆国のものみの塔（Watch Tower）が戦争に協力したとの思い込みから異議を唱え、敗戦後にものみの塔を離れている。宗教組織としての名称は、エホバの証人、ものみの塔は冊子の題名である。

### 海軍
海軍は上記のように志願が基本で、志願兵だけでは不足する場合にのみ徴兵できた。志願兵の比率は、概ね5～6割程度であった。
海軍の現役期間は、徴兵と志願兵で分かれていた。徴兵は3年、志願兵は5年であった。徴兵でも陸軍より長かったのは、海軍は艦を操るのが基本で、鉄砲を担ぐ陸軍より技術習得期間が長いというのが、理由であった。
志願兵は17歳以上の志願者から試験で選抜した。海軍志願兵の兵役期間が5年だったのは、一人前になるまでに5年が必要だとされていたためである。家族には1935年当時で毎年18円の扶助金を支給した（当時米1升（1.5キログラム）は40銭であった）。
海軍の将兵は、満州事変以前は全体で10万人前後で、新兵は1万4千～2万人で推移した。戦局が拡大するとその数は増え、1941年には全体で32万3千、兵は21万（新兵は8万4千）になっていた。太平洋戦争が始まる前の採用とはいえ、新兵の数は、前年の2倍近くに達していた。

## 兵役期間

### 陸軍
陸軍の兵役期間は、次のように分かれていた。
- 常備兵役 7年4か月（1943年から17年4か月）
  - 現役 2年（徴兵検査の翌年1月10日に入営した。）
  - 予備役 5年4か月（1943年から15年4か月）（現役を終えた者。）
- 後備兵役 10年（常備兵役を終えた者。）（1943年、廃止）
- 補充兵役 12年4か月（1943年から17年4か月）
  - 第一補充兵役 現役に適すると判断された者。現役が不足したときは、召集された。召集されなかった者も、90日間の教育召集を受けた。
  - 第二補充兵役 同じく現役に適すると判断された者。平時は召集されることはない。
- 国民兵役 40歳まで（1943年から45歳）
  - 第一国民兵役 常備兵役を終えた者と軍隊教育を受けて第一補充兵役を終えた者。
  - 第二国民兵役 17歳以上の者。体格や健康に関係なく何等かの理由で上記のいずれにも適さないと判断された者。

### 海軍
海軍も常備兵役、後備兵役、補充兵役（第一と第二）、国民兵役（第一と第二）に分かれていることに変わりはなかった。しかし、内容は次のように陸軍とは違っていた。
- 常備兵役 7年（徴兵）、9年（志願兵）（1943年から15～17年）
  - 現役 3年（徴兵、入営日は陸軍に同じ）、5年（志願兵）
  - 予備役 4年（1943年から12年）（現役を終えた者）
- 後備兵役 5年（1943年に廃止）（常備兵役を終えた者）
- 補充兵役 12年4か月（1943年から17年4か月）
  - 第一補充兵役 1年（現役適格者で、常備兵役に服さない者）
  - 第二補充兵役 11年4か月（1943年から16年4か月）（第一補充兵役を終えた者）
- 国民兵役 40歳まで（1943年から45歳）
  - 第一国民兵役 第二国民兵役以外の者
  - 第二国民兵役 17歳以上で何らかの理由で常備兵役に服さなかった者と軍隊教育を受けずに補充兵役を終えた者

## 特別な兵卒
本記事の一般的な兵卒のほかに、特別な扱いがなされる兵卒又は兵卒の階級を指定される者が存在した。それらについては各記事を参照のこと。
- 陸軍士官学校本科の士官候補生
- 朝鮮軍人たる兵卒
- 海軍予備兵（海軍予備員）
- 義勇兵：太平洋戦争末期に義勇兵役法により定められた民兵の一種。国民義勇戦闘隊として組織される。